# Jacek Zygmunt Rożynek
Jacek Zygmunt Rożynek (ur. 21 czerwca 1951 w Poznaniu, zm. 17 marca 2020)  – polski fizyk, doktor hab., adiunkt Instytutu Problemów Jądrowych im. Andrzeja Sołtana i Narodowego Centrum Badań Jądrowych.

## Życiorys
Jacek Rożynek urodził się 21 czerwca 1952 roku. Jego rodzicami byli profesor Marian Rożynek oraz profesor Danuta Rożynkowa z domu Piekarska. Jacek miał młodsze rodzeństwo, brata Andrzeja (ur. 1952) i siostrę Marysię (ur. 1956). W 1965 roku rodzina Rożynków przeniosła się do Lublina. Tam, Jacek ukończył studia na Wydziale Matematyki, Fizyki i Chemii na Uniwersytecie Marii Curie-Skłodowskiej. Obronił pracę doktorską, następnie uzyskał stopień doktora habilitowanego.

## Kariera naukowa
Po ukończeniu studiów w roku 1974 przeniósł się do Warszawy i pracował jako nauczyciel fizyki w liceum. Równocześnie rozpoczął współpracę z profesorem Januszem Dąbrowskim, jednym z wybitnych fizyków-teoretyków jądrowych pracujących w Zakładzie Teoretycznym Instytutu Badań Jądrowych. Ich szczególnym zainteresowaniem cieszyły się tzw. cząstki dziwne. Doktor Rożynek zajmował się ich budową i wzajemnymi oddziaływaniami, w szczególności w sytuacji współtworzenia przez nie egzotycznych jąder atomowych. Ten ostatni temat stał się właśnie przedmiotem współpracy z profesorem Dąbrowskim.
Najbardziej znaną pracą doktora na ten temat jest  „Energy and Width of Σ Hyperon in Nuclear Matter”, opublikowana w 1981 roku. Został zatrudniony na stanowisku adiunkta w Narodowym Centrum Badań Jądrowych, oraz w Instytucie Problemów Jądrowych im. Andrzeja Sołtana, gdzie zdobywał kolejne stopnie naukowe i pracował aż do śmierci.  
Zmarł 17 marca 2020, pochowany na Cmentarzu Komunalnym Północnym w Warszawie.

## Rodzina
W 1989 roku doktor Jacek Rożynek ożenił się z Anną Okopińską - himalaistką, która w 1975 roku, jako pierwsza Polka, wraz z Haliną Krüger-Syrokomską zdobyła ośmiotysięcznik - Gaszerbrum II. Łączyło ich nie tylko zamiłowanie do pracy naukowej w dziedzinie fizyki, ale również pasje i sposoby spędzania wolnego czasu – zwiedzanie ciekawych miejsc w Polsce, podróże po Europie, a zwłaszcza wędrówki w różnych górach świata. Ich córka Zuzanna Kinga Rożynek urodziła się w 1989 roku, a syn Filip Marian Rożynek w 1994 roku. Jacek pasjonował się muzyką klasyczną.

## Wybrane prace naukowe[7]
| Praca naukowa                                                                 | Autorzy                                       | Rok wydania | Źródło                                            |
| ----------------------------------------------------------------------------- | --------------------------------------------- | ----------- | ------------------------------------------------- |
| Nonextensive effects in the Nambu--Jona-Lasinio model of QCD                  | Jacek Zygmunt Rożynek, Grzegorz Andrzej Wilk  | 2009        | Journal of Physics G-Nuclear and Particle Physics |
| ∑- Nucleus Potential Studied with the (π-,K+) Reaction                        | Janusz Karol Dąbrowski, Jacek Zygmunt Rożynek | 2008        | Acta Physica Polonica B                           |
| The Nucleon Mass and the EOS of Nuclear Matter.                               | Jacek Zygmunt Rożynek                         | 2008        | Acta Physica Polonica B                           |
| The nuclear interaction of Σ hyperons                                         | Janusz Karol Dąbrowski, Jacek Zygmunt Rożynek | 2006        | Acta Physica Polonica B                           |
| The (π-,K+) reaction on 28Si and Σ-nucleus potential                          | Janusz Karol Dąbrowski, Jacek Zygmunt Rożynek | 2008        | Physics Review C                                  |
| A model for the parton distribution in nuclei                                 | J. Rozynek, G. Wilk                           | 2000        | Physics Letters B                                 |
| Σ- Atomic States and the Nucleon Distribution in Pb                           | Jacek Zygmunt Rożynek, Janusz Karol Dąbrowski | 2005        | European Physical Journal A                       |
| Parton transverse momentum distribution in the nuclear deep-inelastic region. | Jacek Zygmunt Rożynek                         | 2006        | Acta Physica Polonica B                           |